# وارثین (فیلم ۲۰۱۸)
وارثین (اسپانیایی: Las herederas‎) فیلمی در ژانر درام است که در سال ۲۰۱۸ منتشر شد.